# イェジ・ユゼフ・ポトツキ
イェジ・ユゼフ・ヘンリク・ポトツキ（Jerzy Józef Henryk Potocki、1889年1月29日 - 1961年9月10日）は、ポーランドの貴族、外交官。伯爵。トルコ駐在大使、アメリカ合衆国駐在大使を歴任した。

## 経歴
ロマン・ポトツキ伯爵とその妻のエルジュビェタ・ラジヴィウヴナ公女（1861年 - 1950年）の間の次男として生まれた。父方の祖父はツィスライタニエン首相のアルフレト・ユゼフ・ポトツキ、母方の祖父はドイツ皇帝の高級副官アントニ・ヴィルヘルム・ラジヴィウである。1930年にスペイン人のスサナ・デ・イトゥレゲイ（Suzana de Ytureguei y Orbegoso, 1899年 - 1989年）と結婚し、息子を1人もうけている。
オーストリア＝ハンガリー（二重帝国）の崩壊後、ポーランド共和国の市民となった。1919年1月8日にポーランド軍に入隊し騎兵大尉に任命され、参謀本部に属した後、ブダペストのポーランド大使館に駐在武官として派遣された。1933年にイタリア駐在大使に任命されたが、四カ国協定（Four-Power Pact）の締結に反発して辞退した。1933年より1936年までトルコ駐在大使を、1936年より1940年までアメリカ合衆国駐在大使を務めた。1945年にポーランドが共産化された後は、スイスで亡命生活を送った。